# Rohrbach bei Mattersburg
Rohrbach bei Mattersburg è un comune austriaco di 2 760 abitanti nel distretto di Mattersburg, in Burgenland; ha lo status di comune mercato (Marktgemeinde).